# Baillé
Baillé korábbi község Franciaországban, Ille-et-Vilaine megyében. Lakosainak száma 279 fő (2018. január 1.). Baillé Saint-Brice-en-Coglès, Saint-Étienne-en-Coglès, Saint-Hilaire-des-Landes, Saint-Marc-le-Blanc és Le Tiercent községekkel határos.
2019. január 1-jén a korábbi Saint-Marc-le-Blanc községgel egyesült és az így létrejött (azonos nvevű) Saint-Marc-le-Blanc új község része lett.

## Népesség
A település népességének változása:
| Lakosok száma | 333  | 284  | 286  | 315  | 325  | 309  | 304  | 301  | 293  | 279  |
|               | 1968 | 1975 | 1982 | 1999 | 2006 | 2011 | 2013 | 2016 | 2017 | 2018 |